# Halysidota rindgei
Halysidota rindgei är en fjärilsart som beskrevs av Watson 1980. Halysidota rindgei ingår i släktet Halysidota och familjen björnspinnare. Inga underarter finns listade i Catalogue of Life.